# Ambulans pocztowy

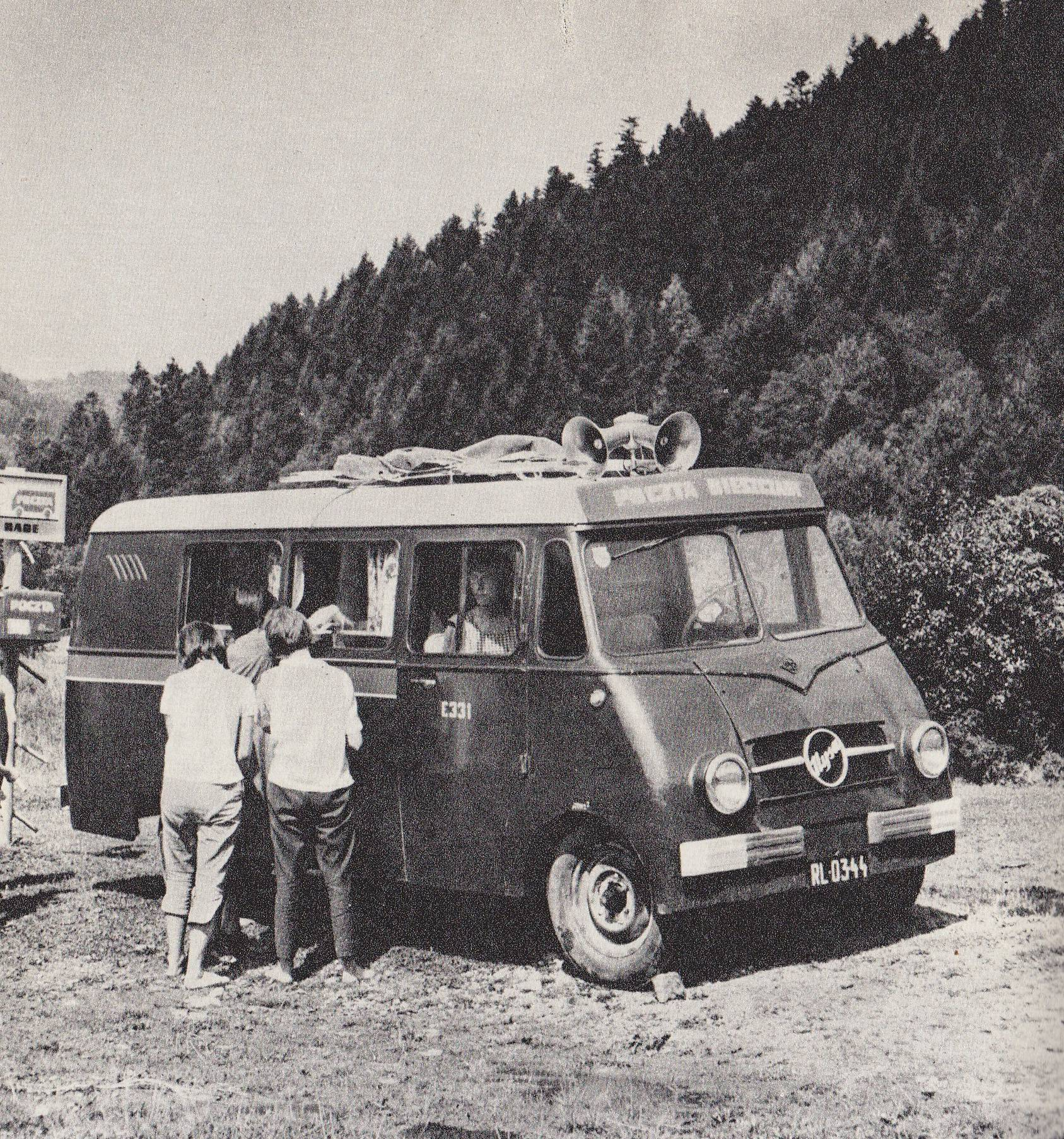
Ambulans pocztowy będący równocześnie ruchomą placówką pocztową; wieś Rabe w Bieszczadach w latach 60. XX wieku

Ambulans pocztowy – środek transportu specjalnie przeznaczony do przewozu i sortowania przesyłek pocztowych.
Rozróżnia się ambulanse kolejowe i autobusowe. Ambulanse kolejowe złożone z wagonów pocztowych i bagażowych nazywa się konwojami kolejowymi, złożone z wydzielonych przedziałów wagonów osobowych – konwojami pocztowymi.